# William F. Semple
William Finley Semple (1832—1923)  es el inventor de la goma de mascar por patentarla. 

## Invención
El 28 de diciembre de 1869, el dentista de Mount Vernon, Ohio patentó el chicle, él buscaba que la goma con sabor ayudara a que la persona mantuviera sus dientes limpios. Paradójicamente, la creación del dentista americano se convirtió en la golosina menos recomendada por la mayoría de sus compañeros del mundo, que consideraban nocivo el hábito de masticarle al chicle.
Tras el acontecimiento, William Wrigley, Jr. entró en el mercado con las marcas de Lotta y Vassar en 1891.